# Конверты Малреди
Конверты Малреди (англ. Mulready stationery) — цельные вещи (почтовые листы и конверты) номиналом в 1 пенни и 2 пенса, которые были выпущены в Великобритании в рамках проводимой британской почтой почтовой реформы 1840 года. Они поступили в продажу 1 мая 1840 года и годились для почтового обращения с 6 мая одновременно с первыми почтовыми марками мира. Название Малреди происходит от того, что Уильяму Малреди, известному английскому художнику того времени, выигравшему соответствующий конкурс, объявленный английским казначейством, было поручено проиллюстрировать ту часть почтовых листов и конвертов, которая соответствовала лицевой стороне. Из-за значительно более низкого по сравнению с почтовыми марками спроса на конверты Малреди, их выпуск был вскоре прекращён.

## Рисунок
На аллегорическом рисунке Малреди была изображена изобильная Британия, восседающая на скале в центре сверху с лежащим у её ног львом и щитом с флагом Великобритании. По обе стороны от головы Британии изображены летящие ангелы, символизирующие добрые вести. Британию с обеих сторон окружают парусные корабли, оленьи упряжки, изображения индусов на слонах, китайцев с косичками, индейцев, приветствующих миссионеров и купцов с товарами, изображающие континенты Азии и Северной Америки. В двух нижних углах изображены люди, читающих письма. Вся эта композиция была призвана символизировать развитие почтовой связи на землях, подвластных британской короне. Иллюстрация Малреди, выгравированная Джоном Томпсоном (John Thompson), была напечатана таким образом, что она оказывалась на лицевой (адресной) стороне листов в сложенном виде. На складывающихсы сторонах была напечатана таблица почтовых сборов и т. д. Почтовые листы Малреди следовали традиционному дизайну почтовых листов и могли складываться как обычно, в то время как конверты представляли собой лист в форме ромба, который при сгибании сторон к центру, превращался в конверт, после чего сложенные внахлёст края склеивались. Конверты Малреди печатались на лучших сортах бумаги с шёлковыми нитями.
Рисунок Малреди на самом деле представлял собой очень сложный знак почтовой оплаты, указывающий на то, что почтовые расходы были оплачены заранее. Точно так же, как первые почтовые марки были выпущены в двух номиналах (чёрный пенни и синий двухпенсовик), почтовые листы и конверты были выпущены в двух номиналах в листах по двенадцать штук, называемых формами (Formes). Конверты номиналом в один пенни и в два пенни были такого же чёрного и синего цвета, что и почтовые марки. На конверте с рисунком чёрного цвета была надпись: англ. «Postage. One penny» («Почтовый сбор. Один пенни»), на конверте с синим рисунком — «Postage. Two pence» («Почтовый сбор. Два пенса»).

## Провал
Роуленд Хилл ожидал, что конверты Малреди будут более популярны, чем почтовые марки, но возобладали почтовые марки. Дизайн конвертов был настолько сложен и неправильно понят, что стал предметом повсеместных насмешек и шаржирования, и, кроме того, в некоторых районах он воспринимался как скрытая попытка правительства контролировать поставки конвертов и, следовательно, контролировать движение информации, передаваемой почтовой связью (которая стала государственной монополией в рамках реформы). Торговцами канцелярскими товарами, благополучию которых угрожали новые почтовые листы, было изготовлено множество карикатур (или пародий). Ныне известно 47 «карикатурных» вариантов конверта Малреди. Сейчас цена карикатурных вариантов конвертов Малреди на аукционах зачастую превышает цену оригинальных конвертов.
Спустя всего шесть дней после введения в обращение конвертов Малреди, 12 мая, Хилл написал в своем журнале: «Боюсь, нам придется заменить какой-нибудь другой почтовой маркой этот рисунок Малреди … общество продемонстрировало свое пренебрежение и даже отвращение к красоте».
В течение двух месяцев было принято решение заменить цельные вещи Малреди, и, по сути, они были ошибкой. В результате этого скандала конверты Малреди были заменены на конверты простого дизайна с почтовыми марками, которые обычно известны как «розовый пенни» (англ. Penny Pink). Розовые пенни были выпущены 10 февраля 1841 года. Вопреки часто публикуемым сведениям, конверты Малреди не были выведены из обращения в тот момент. Запасы в почтовых отделениях в конечном итоге были исчерпаны. Большие их запасы остались в руках крупных и малых дистрибьюторов почтовых марок. В итоге было принято решение использовать конверты Малреди для служебной переписки государственных организаций. В ноябре 1842 года Служба внутренних доходов приняла решение об изъятии из обращения имеющихся запасов. Уведомление об изъятии направлялось постепенно в течение определённого периода времени, чтобы склады Службы внутренних доходов не были перегружены объёмом возвращённых конвертов Малреди. Период изъятия продолжался несколько лет. Возвращенные конверты Малреди хранились на складе, пока не было решено уничтожить их. Первая попытка сжечь их не удалась. В конце концов, был спроектирован и изготовлен специальный станок для уничтожения конвертов посредством пробивания отверстия в центре рисунка. Вот такой бесславный провал ожидал конверты Малреди.
Их замысел заключался в написании текста сообщения на внутренней стороне листа или во вложении внутрь письма, написанного на обычной бумаге. Почтовый лист Малреди был в принципе похож на современную аэрограмму.
Предварительно склеенных конвертов, какими мы их знаем сегодня, тогда не было. Ромбовидный лист и геометрически более сложный крестообразный лист с коротким плечом остаются по сути основными формами до сегодняшнего дня. (Примечательно: все механические печатные устройства от ручного типографского станка Гутенберга до наших дней в первую очередь предназначены для обработки плоских прямоугольных листов. Следовательно, иллюстрация должна была быть напечатана с помощью печатного станка, а затем вырезана в форме ромба. Количество конвертов, изготовленных из одного листа, естественно, зависело от размера талера печатной машины, и по сей день печать на конвертах и изготовление конвертов находятся в отношениях симбиоза.)